# Myrmechusina wasmanni
Myrmechusina wasmanni – gatunek chrząszcza z rodziny kusakowatych i podrodziny Aleocharinae.
Gatunek ten został opisany w 1926 roku przez Malcolma Camerona, który jako miejsce typowe wskazał Lundu.
Kusak ten nie ma na przedpleczu, pokrywach i odwłoku czarnych szczecinek. Jego głowa i przedplecze pokryte są siateczkowatą mikrorzeźbą. Drugi człon czułków ma znacznie krótszy niż trzeci, a człony siódmy, ósmy i dziewiąty wydłużone.
Owad myrmekofilny, związany z mrówkami z Dorylus (Anomma) terrificus i D. (A.) wilverthi.
Chrząszcz afrotropikalny, znany wyłącznie z Demokratycznej Republiki Konga.